# Esther Gutiérrez Morán
Esther Gutiérrez Morán (Cáceres, 1977) es una maestra y política española, que sirvió como Consejera de Educación y Empleo de la Junta de Extremadura entre el 8 de julio de 2015 y el 16 de junio de 2023. 

## Trayectoria
Nacida en Cáceres en 1977, es maestra de Educación Primaria, en la especialidad de Educación Física, con plaza en el Colegio de Educación Infantil y Primaria (CEIP) María de los Ángeles Ballesteros de Vegaviana, Cáceres.
Fue Diputada Provincial de la Diputación Provincial de Cáceres entre los años 2007 y 2015, siendo diputada delegada de Turismo, Deporte y Juventud durante los años 2007 y 2011. Teniente de alcalde de Zarza la Mayor durante el periodo  2003-2007, ejerció de alcaldesa del municipio entre 2007 y 2015, compatibilizando su puesto político con la docencia.
Es miembro de la Ejecutiva Provincial del PSOE de Cáceres y del Comité Regional del PSOE-Extremadura

## Cargos desempeñados
- Diputada Delegada de Turismo, Deporte y Juventud de la Diputación Provincial de Cáceres
- Alcaldesa de Zarza la Mayor